# Provincia de Phra Nakhon Si Ayutthaya
Phra Nakhon Si Ayutthaya (en tailandés: จังหวัดพระนครศรีอยุธยา) es una de las setenta y seis provincias que conforman la organización territorial del Reino de Tailandia.

## Historia
Las atracciones turísticas de esta provincia tailandesa son unas de las más importantes. Esto se debe a su rica historia. Phra Nakhon Si Ayutthaya fue fundada en 1350 por el rey U-Thong. Fue la capital de Tailandia (entonces Siam) durante 417 años desde 1350 hasta que fue saqueada por el ejército birmano en 1767. En esta era, tuvo 33 reyes de diferentes dinastías que fueron gobernantes del reino. Este período histórico de Tailandia (Siam) generalmente se lo denomina como el "Período de Ayutthaya" o "Reino de Ayutthaya". El Tratado de Bowring (1855), firmado por el rey Mogkhut entre Siam y Gran Bretaña, fue el primero de su clase y abrió con éxito a Siam cediendo paso a la influencia occidental y al comercio.
Las ruinas de la antigua capital en el parque histórico de Ayutthaya están ahora declaradas Patrimonio de la Humanidad por la UNESCO desde diciembre de 1991. La provincia es también el hogar del Palacio de Verano Pa-Bang.
Originalmente llamada Distrito Kao (กรุงเก่า), la provincia fue renombrado a Phra Nakhon Si Ayutthaya en 1919.

## Geografía
Phra Nakhon Si Ayutthaya, que abarca 2.556,6 kilómetros cuadrados, está situada en el río llanura del valle del río Chao Phraya. La presencia de los ríos Lop Buri y Pa Sak hacen de la provincia una zona importante de cultivo de arroz.

## Divisiones Administrativas

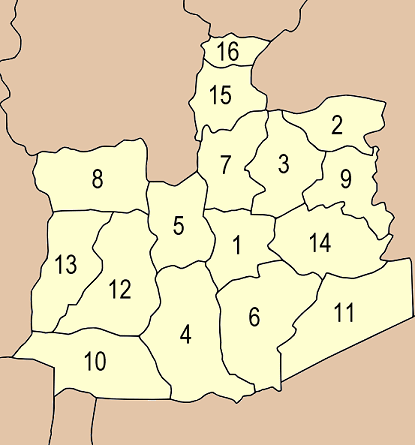
Distritos de la provincia.

Esta provincia tailandesa se encuentra subdividida en una cantidad de distritos (amphoe) que aparecen numerados a continuación:
- 1. Phra Nakhon Si Ayutthaya
- 2. Tha Ruea
- 3. Nakhon Luang
- 4. Bang Sai (บางไทร)
- 5. Bang Ban
- 6. Bang Pa-in
- 7. Bang Pahan
- 8. Phak Hai
- 9. Phachi
- 10. Lat Bua Luang
- 11. Wang Noi
- 12. Sena
- 13. Bang Sai (บางซ้าย)
- 14. Uthai
- 15. Maha Rat
- 16. Ban Phraek

## Demografía
La provincia abarca una extensión de territorio que ocupa una superficie de unos 2.556,6 kilómetros cuadrados, y posee una población de 769.126 personas (según las cifras del censo realizado en el año 2008). Si se consideran los datos anteriores se puede deducir que la densidad poblacional de esta división administrativa es de doscientos ochenta y cuatro habitantes por kilómetro cuadrado aproximadamente.